# Tatsuhiko Kubo
Tatsuhiko Kubo (jap. 久保竜彦 Kubo Tatsuhiko; ur. 18 czerwca 1976 w Fukuoce) – japoński piłkarz, grający podczas kariery na pozycji napastnika.

## Kariera klubowa
Pierwszym klubem piłkarskim w karierze Kubo był Sanfrecce Hiroszima, do którego trafił w 1995. W 2002 spadł z Sanfrecce z J.League. Kolejnym klubem Kubo była Yokohama F. Marinos, w której występował w latach 2003–2006. Z Marinos dwukrotnie zdobył mistrzostwo Japonii w 2003 i 2004, indywidualnie został uznany Piłkarzem roku w 2003. 2007 rok spędził w Yokohama FC, z której wrócił do Sanfrecce. Z Sanfrecce awansował do J.League w 2008. Od 2010 jest zawodnikiem trzecioligowego Zweigen Kanazawa.
| Sezon | Klub                | Kraj    | Rozgrywki             | Mecze | Bramki |
| ----- | ------------------- | ------- | --------------------- | ----- | ------ |
| 1995  | Sanfrecce Hiroszima | Japonia | J.League              | 0     | 0      |
| 1996  | Sanfrecce Hiroszima | Japonia | J.League              | 22    | 2      |
| 1997  | Sanfrecce Hiroszima | Japonia | J.League              | 22    | 7      |
| 1998  | Sanfrecce Hiroszima | Japonia | J.League              | 32    | 12     |
| 1999  | Sanfrecce Hiroszima | Japonia | J.League              | 25    | 13     |
| 2000  | Sanfrecce Hiroszima | Japonia | J.League              | 24    | 11     |
| 2001  | Sanfrecce Hiroszima | Japonia | J.League              | 30    | 15     |
| 2002  | Sanfrecce Hiroszima | Japonia | J.League              | 28    | 7      |
| 2003  | Yokohama F. Marinos | Japonia | J.League              | 25    | 16     |
| 2004  | Yokohama F. Marinos | Japonia | J.League              | 19    | 4      |
| 2005  | Yokohama F. Marinos | Japonia | J.League              | 10    | 1      |
| 2006  | Yokohama F. Marinos | Japonia | J.League              | 29    | 5      |
| 2007  | Yokohama FC         | Japonia | J.League              | 8     | 1      |
| 2008  | Sanfrecce Hiroszima | Japonia | J2 League             | 25    | 3      |
| 2009  | Sanfrecce Hiroszima | Japonia | J.League              | 2     | 0      |
| 2010  | Zweigen Kanazawa    | Japonia | Japan Football League | 27    | 9      |
| 2011  | Zweigen Kanazawa    | Japonia | Japan Football League | 23    | 6      |

## Kariera reprezentacyjna
W reprezentacji Japonii Tatsuhiko Kubo zadebiutował w 1998. W 2000 zdobył z reprezentacją Puchar Azji. Na turnieju w Libanie wystąpił tylko w meczu grupowym z Katarem.
W 2001 roku wystąpił w Pucharze Konfederacji, na którym zajęła drugie miejsce. Na tym turnieju wystąpił w meczu finałowym z Francją. Ogółem w latach 1998-2006 Kubo rozegrał w narodowych barwach 32 mecze, w których strzelił 11 bramek.